# Relaciones Rumania-Uruguay
Las relaciones Rumania-Uruguay son las relaciones bilaterales entre Rumania y Uruguay. Ambos países establecieron relaciones diplomáticas en 1935. Rumania tiene una embajada en Montevideo. Uruguay tiene una embajada en Bucarest, que fue reabierta en 2008.
Ambos países son miembros de pleno derecho de las Naciones Unidas y de la Unión Latina.
Se han firmado varios tratados entre ambos países: cooperación (1993), cultura y ciencia (2004) e impuestos (2012).
El comercio entre ambos países es pequeño pero estable.